# Transport ferroviaire au Turkménistan
Le transport ferroviaire au Turkménistan repose sur un réseau de 2 980 km de voies ferrées, opérés par la compagnie nationale Turkmen Demir Yollary. Les trains, qui circulent généralement de nuit sont bon marché.

## Historique
Le réseau ferroviaire ainsi que les infrastructures nationales sont issus de l'Union soviétique, et ont été conçus à l'époque ou l'Ouzbékistan était une République socialiste soviétique. De ce fait, la logique de desserte et de construction était pensée à une échelle régionale, et non locale. À ce titre, la principale ligne ouzbèke (Tachkent-Boukhara-Ourguentch-Noukous) passe en partie sur le territoire du Turkménistan. L'écartement des rails russe est lui aussi un héritage soviétique.

## Réseau
La grande majorité des voies longent les frontières nord et sud du pays. La ligne Tejen - Serakhs - Mashhad, construite par le Turkménistan et l'Iran met en relation les réseaux ferroviaires centre-asiatiques, russes et européens  à ceux de l'Asie du sud et du Golfe Persique.
En 2013, une nouvelle ligne de 146 km a été ouverte entre Uzen au Kazakhstan et Serhetyaka, traversant la frontière à Bolachak. Ces travaux s'inscrivent dans un projet plurinational plus vaste.
En Juin 2013 a commencé la construction de la section de chemin de fer turkmène Turkménistan-Afghanistan-Tadjikistan, passer des objets avec préparation complète pour l'opération est prévue pour Juin 2015.